# Ryan Martin (calciatore)
Ryan Martin (4 settembre 1993) è un calciatore samoano, centrocampista del Hawke's Bay United.

## Carriera

### Club
Ha sempre giocato nel campionato australiano.

### Nazionale
Ha collezionato 2 presenze con la propria Nazionale.